# Avatha extranea
Avatha extranea är en fjärilsart som beskrevs av Emilio Berio 1962. Avatha extranea ingår i släktet Avatha och familjen nattflyn. Inga underarter finns listade i Catalogue of Life.